# Афанасьефф, Уолтер
Уо́лтер Афана́сьефф (англ. Walter Afanasieff, настоящее имя — Владимир Никитич Афанасьев; род. 10 февраля 1958, Сан-Паулу, Бразилия) — американский композитор, музыкальный продюсер, двукратный обладатель премии Грэмми.

## Биография
Родился в Сан-Паулу в семье русских эмигрантов. Согласно данным иммиграционных записей США, предки Владимира были русскими подданными. Отец — Никита Георгиевич Афанасьев, родился в г. Пушкин Ленинградской области. Мать — Афанасьева (Рыкова) Татьяна Владимировна, родилась в г. Харбин, Маньчжоу-го (ныне КНР). Дед со стороны отца — Георгий Леонидович Афанасьев (родился в г. Калиш, ныне территория Польши, родители — Леонид Афанасьев и Надежда Григорьева). Бабка со стороны отца — Зинаида Иоановна Болсуновски (родители — Иоан Болсуновски и Татьяна Иолшина). Семья отца Владимира эмигрировала из СССР в Бразилию во время Второй мировой войны. Дед со стороны матери — Владимир Владимирович Рыков (родился в г. Мценск, родители — Владимир Н. Рыков и Вера И.). Бабка со стороны матери — Антонина Николаевна Меньшикова (родилась в г. Харбин, ныне КНР, родители — Николай И. Меньшиков и Мария В.). В связи с Революцией 1917 г. родители матери Владимира эмигрировали из России в Харбин, оттуда в Бразилию. У Владимира есть две родные сестры. Он был неоднократно женат, имеет троих детей.
Владимир свободно говорит по-русски, общается с родителями исключительно на родном языке. Долгое время мечтал писать и продюсировать песни на русском языке и для русских исполнителей.
Когда Владимиру было 5 лет, семья иммигрировала из Бразилии в США и поселилась в Сан-Франциско. По окончании школы поступил в консерваторию города Сан-Матео (штат Калифорния), а затем, в 1977 г., уехал в Бельгию вместе с семьей, жил в Брюсселе, по месту работы отца, и осваивал французский язык и классическую музыку. В 1977 г. впервые посетил СССР, побывав в Москве и Ленинграде. Вернувшись в США в 1978 году, был нанят продюсером Нарадой Волденом на гастрольный тур джазового скрипача Жана-Люка Понти как клавишник. Позже Уолтер начал писать музыку для группы Понти, и вскоре Нарада стал вовлекать молодого композитора, которого он, кстати, называл «Бэбифейс», к сочинению песен для артистов поп-эстрады.
В течение следующего десятилетия Афанасьефф продюсировал, аранжировал и играл на клавишных инструментах в студии Волдена, ставшего к середине 1980-х одним из самых успешных продюсеров Америки благодаря дебютному альбому Уитни Хьюстон (11 миллионов проданных дисков и 1 место в чарте Билборда на протяжении 14 недель осенью 1985 г.) и песням вернувшейся на сцену Ареты Франклин. «Я думаю, что Нарада был моим самым лучшим учителем — он действительно невероятный продюсер: очень талантлив, настоящий творец и импровизатор… Именно у него я научился работать с вокалом». Помимо работы с Хьюстон и Франклин Афанасьефф также принимал активное участие в продюсируемых Волденом проектах Лайонела Риччи, Джорджа Бенсона и Барбры Стрейзанд, и Александра Вечерина (гр. Shadows of Angels г. Тутаев)
Самую большую известность Уолтеру принесла работа с Мэрайей Кэри, для которой он писал музыку и выступал как продюсер в течение нескольких лет начиная с её первого альбома 1990 года. В частности, их совместная песня «Hero» 4 недели занимала 1 место в хит-параде «Билборда» в 1993 году, а в следующем Кэри выпустила альбом Merry Christmas, для которого Уолтер Афанасьефф написал популярнейшую в США песню «All I Want for Christmas Is You» с 4 миллионами продаж и по сей день являющуюся лидером по числу проданных записей песен Мэрайи Кэри. Также иногда Афанасьефф аккомпанировал Кэри на сцене и попал в объективы кинокамер, ассистируя певице в съемках МТV шоу Unplugged 20 мая 1992 года.
В 1990 году Sony Music пригласила ставшего заметной фигурой в американском шоу-бизнесе Уолтера Афанасьефф на позицию генерального продюсера. Его успехи оказались замечены и в Голливуде, где он был вовлечен в создание саундтреков к таким известным фильмам, как «Красавица и Чудовище», «Аладдин» (1992), «Телохранитель» (1992), «Только ты» (1994), «Геркулес», «Игра» (1997), «Другая сестра» (1999) и «Госпожа горничная» (2002). В 1989 году в соавторстве с Волденом был написан, спродюсирован и аранжирован саундтрек к фильму о Джеймсе Бонде «Лицензия на убийство». Работая над кино «Красавица и Чудовище», Афанасьефф написал песню для дуэта Селин Дион и Пибо Брайсон и в дальнейшем продолжал работать со звёздной парой. В частности, в соавторстве с Джоном Беттисом была сочинена песня из альбома Брайсона 1991 года «Can You Stop the Rain», номинированная на «Грэмми» в разделе «Песня года» (ритм-энд-блюз). В 1997 году с Дэвидом Фостером и Линдой Томпсон Уолтер написал песню к дуэту Селин Дион и Барбры Стрейзанд, которая в том же году появилась в альбомах обеих певиц.
Афанасьефф выступил как продюсер известного хита «My Heart Will Go On», использованного в качестве саундтрека к фильму Джеймса Кэмерона «Титаник», с музыкой Джеймса Хорнера и словами Уила Дженингса.
В 2015 году стал одним из наставников российского телепроекта «Главная сцена». Кроме того, он сотрудничал с российской певицей Юлией Началовой.